# Hugh MacDiarmid

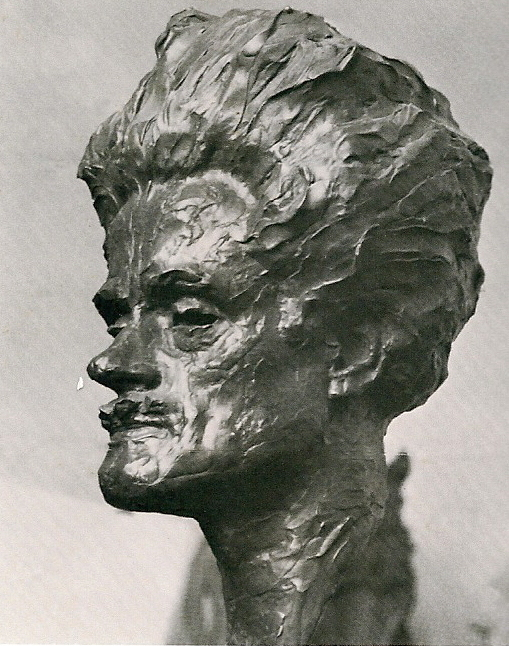
Hugh MacDiarmid, Skulptur von William Lamb

Hugh MacDiarmid, eigentlich Christopher Murray Grieve, (* 11. August 1892 in Langholm, Dumfries and Galloway; † 9. September 1978 in Edinburgh) war ein schottischer Dichter. Er verfasste Werke sowohl auf Englisch als auch auf Scots, war federführend in der Scottish Renaissance (einer kulturellen Bewegung des frühen 20. Jahrhunderts) und gilt als wohl bedeutendster schottischer Dichter seit Robert Burns.

## Leben und Schaffen
Die Familie Grieve lebte in einer Wohnung über der Stadtbücherei von Langholm, wodurch MacDiarmids Interesse an Literatur begründet wurde. Zunächst wollte er Lehrer werden und absolvierte eine entsprechende Ausbildung in Edinburgh, arbeitete aber anschließend als Journalist bei Lokalzeitungen in Schottland und Wales.
Im Jahr 1915 trat er dem Royal Army Medical Corps bei, für das er in Griechenland und Frankreich diente. Während dieser Zeit äußerte er erste literarische Ambitionen. 1918 erkrankte er an Malaria und kehrte nach Schottland zurück. Dort arbeitete er zunächst wieder als Journalist; in den 1920er-Jahren lebte er in Montrose, wo er nicht nur Chefreporter bei der Zeitung war, sondern auch beim Schiedsamt und in der Verwaltung des County tätig wurde.
Mit seinem wachsenden Interesse an einer Renaissance schottischer Kultur – und ihrer Selbstständigkeit neben der englischen – gingen seine ersten dichterischen Aktivitäten einher und daraus schließlich gar eine ganze Kulturbewegung hervor, die Scottish Renaissance. MacDiarmid, wie er sich seit den 1920er-Jahren nannte, veröffentlichte eine Anthologie mit Gedichten, ein Literaturmagazin und 1925 seinen ersten eigenen Gedichtband auf Scots, Sangshaw. Im Jahr darauf folgte – ebenfalls auf Scots – A Drunk Man Looks at the Thistle, ein modernistisches Langgedicht, das die kulturelle, politische und metaphysische Situation Schottlands betrachtet. Es gilt als sein Opus magnum.
Die 1930er-Jahre verbrachte MacDiarmid mit seiner zweiten Ehefrau auf Whalsay, wo er weiterhin dichtete, sich für die Scottish Renaissance und die schottisch-gälische Sprache einsetzte und begann in Essays und theoretischen Texten zu Politik, Wissenschaft, Philosophie und Sprache wieder auch die englische Sprache zu verwenden. MacDiarmid wurde immer mehr politisch aktiv, um seine sozialistischen, schottischen und internationalistischen Standpunkte zu vertreten. 1928 war er Mitbegründer der National Party of Scotland, Vorgängerin der Scottish National Party. 1964 war er Kandidat der Kommunistischen Partei für das Amt des Premierministers bei den Unterhauswahlen.
Die letzten 27 Jahre seines Lebens verbrachte er mit seiner Frau in bescheidenen Verhältnissen im Brownsbank Cottage in South Lanarkshire, das heute als Museum und Schriftstellerzentrum dient. 1974 wurde er Professor an der Royal Scottish Academy, 1978 Präsident der Poetry Society.

## Werke (Auswahl)
- 1925: Sangshaw
- 1926: A Drunk Man Looks at the Thistle
- 1927: Albyn, or Scotland and the Future
- 1932: Scots Unbound
- 1936: Scottish Eccentrics
- 1942: Lucky Poet
- 1955: In Memoriam James Joyce
- 1957: Three Hymns to Lenin
- 1959: Burns Today and Tomorrow
- 1961: The Kind of Poetry I Want
- 1967: A Lap of Honour